# تاتسویا انوموتو
تاتسویا انوموتو (انگلیسی: Tatsuya Enomoto؛ زادهٔ ۱۶ مارس ۱۹۷۹) بازیکن فوتبال اهل ژاپن است.
از باشگاه‌هایی که در آن بازی کرده‌است می‌توان به باشگاه فوتبال ویسل کوبه، باشگاه فوتبال یوکوهاما مارینوس، باشگاه ورزشی توچیگی، و باشگاه فوتبال توکیو اشاره کرد.